# Giorgio Mainerio
Don Giorgio Mainerio (né v. 1535 à Parme et mort le 3 ou 4 mai 1582 à Aquilée) est un chanteur et compositeur italien de la Renaissance d'origine écossaise. 

## Biographie
Giorgio Mainerio chante dans la cathédrale d'Udine jusqu'en 1570, année durant laquelle il se déplace à celle d'Aquilée, où il est nommé maestro di cappella en 1578.

## Œuvres
L'œuvre la plus connue de Giorgio Mainerio est le Primo libro di balli, l'un des rares recueils de pièces de danse de la musique italienne de l'époque. Mainerio composa aussi quelques pièces de musique sacrée.